# 布雷迪拱廊街
布雷迪廊街（Passage Brady）是巴黎第十区的两条拱廊街之一，兴建于1828年。长216米，宽3.5米。
布雷迪廊街始于圣马丁郊区街（rue du Faubourg-Saint-Martin）43号，止于圣但尼郊区街（rue du Faubourg-Saint-Denis）46号。
布雷迪廊街以印度、巴基斯坦和孟加拉餐馆而著称。
2002年，布雷迪廊街被列为法国历史古迹
48°52′16.05″N 02°21′19″E / 48.8711250°N 2.35528°E